# 414 Ліріопа
414 Ліріопа (414 Liriope) — астероїд зовнішнього головного поясу, відкритий 16 січня 1896 року Огюстом Шарлуа у Ніцці.
Тіссеранів параметр щодо Юпітера — 3,100.